# 의성중학교 사곡분교
의성중학교 사곡분교는 경상북도 의성군 사곡면 양지리에 있었던 공립 중학교이다.

## 학교 연혁
- 1972년 1월 6일 : 사곡중학교 설립 인가
- 1972년 3월 4일 : 사곡중학교 개교
- 1999년 9월 1일 : 의성중학교 분교장 격하 편입
- 2003년 3월 1일 : 폐교 및 의성중학교 통폐합